# 新肯特縣 (維吉尼亞州)
新肯特县（英語：New Kent County）是美國維吉尼亞州東部的一個縣。面積579平方公里。根據美國2000年人口普查，共有人口13,462人。縣治新肯特（New Kent）。
成立於1654年11月20日。縣名來自英格蘭的肯特郡或馬里蘭州的肯特島。